# Knight of Freedom Award
Der Knight of Freedom Award (polnisch: Rycerz Wolności) ist eine polnische Auszeichnung, die weltweit an herausragende Persönlichkeiten oder Institutionen verliehen wird, die zur Förderung der von Graf Kazimierz Pułaski vertretenen Werte wie Freiheit, Gerechtigkeit und Demokratie beigetragen haben.

## Geschichte des Knight of Freedom Awards
Der Preis wurde 2005 von der Casimir-Pudlaski-Stiftung ins Leben gerufen und gilt als eine der wichtigsten polnischen Auszeichnungen für internationale Politik und Menschenrechte und wird jährlich im Rahmen des Warschauer Sicherheitsforums verliehen. Das Preiskomitee unter dem Vorsitz von Zbigniew Pisarski, dem Präsidenten der Casimir-Pulaski-Stiftung, überreicht den Preisträgern handgefertigte Nachbildungen des von Graf Kazimierz Pułaski verwendeten Säbels (polnisch: karabela).
| Jahr | Preisträger            | Bild                   | Staatsbürgerschaft     | Begründung | Quellen       |
| ---- | ---------------------- | ---------------------- | ---------------------- | --- | ------------- |
| 2023 | NATO                   | NATO                   | International          | Für das erfolgreichste Militärbündnis der Weltgeschichte, welches niemand anzugreifen wagt. | [ 3 ]         |
| 2022 | Olena Zelenska         | Olena Zelenska         | Ukraine                | An über vierzig Millionen Menschen, die ihr Land, ihre Werte und ihre Freiheit im Angesicht eines grausamen Krieges mutig verteidigen. | [ 4 ]         |
| 2021 | Alexei Navalny         | Alexei Navalny         | Russland               | Für seine außerordentlichen Bemühungen um die Förderung demokratischer Werte in Russland und sein langjähriges Engagement, Werte wie Freiheit, Gerechtigkeit, Achtung des Gesetzes und Verantwortlichkeit in das russische Staatssystem zu bringen.                                       | [ 5 ]         |
| 2020 | Thorbjørn Jagland      | Thorbjørn Jagland      | Norwegen               | Für sein fortwährendes Engagement für das europäische Integrationsprojekt, seinen aktiven Einsatz für die Förderung des internationalen Dialogs und seine unermüdlichen Bemühungen um die Förderung von Demokratie, Rechtsstaatlichkeit und Menschenrechten in Europa und darüber hinaus. | [ 6 ]         |
| 2019 | Dalia Grybauskaitė     | Dalia Grybauskaitė     | Litauen                | Für ihre erheblichen Anstrengungen im Kampf für die Sicherheit und Verteidigung Litauens, der Baltische Staaten und Polens sowie für ihre harte Haltung gegenüber dem Russischen Einmarsch in die Ukraine.                                                                                | [ 7 ]         |
| 2018 | Anders Fogh Rasmussen  | Anders Fogh Rasmussen  | Dänemark               | Für seine Aktivitäten im Zusammenhang mit der Stärkung der europäischen Integration und der Förderung der europäischen Werte. | [ 8 ]         |
| 2017 | Mary Robinson          | Mary Robinson          | Irland                 | Für ihren kompromisslosen Kampf für die Menschenrechte und universelle Werte. | [ 9 ]         |
| 2016 | Toomas Ilves           | Toomas Ilves           | Estland                | Für seine Tätigkeit zur Förderung demokratischer und pro-europäischer Werte im Land und in der ganzen Welt. | [ 10 ] [ 11 ] |
| 2016 | Mikhail Khodorkovsky   | Mikhail Khodorkovsky   | Russland               | Für die kompromisslosen Bemühungen um den Aufbau der Rechtsstaatlichkeit, der Zivilgesellschaft und die Förderung der europäischen Werte in der russischen Gesellschaft. | [ 12 ] [ 13 ] |
| 2015 | Carl Bildt             | Carl Bildt             | Schweden               | Für seinen Beitrag zur EU-Initiative Östliche Partnerschaft, deren Ziel es ist, den Partnerländern pro-europäische Werte zu vermitteln und bei der Durchführung von Reformen zu helfen.                                                                                                   | [ 14 ]        |
| 2015 | Radosław Sikorski      | Radosław Sikorski      | Polen                  | Für die Initiierung des Prozesses zur Erstellung des Konzepts der Östliche Partnerschaft im Rahmen der Europäischen Nachbarschaftspolitik der EU, deren Ziel es ist, pro-europäische Werte zu vermitteln und bei der Durchführung von Reformen in den Partnerstaaten zu helfen.           | [ 15 ]        |
| 2014 | Mikheil Saakashvili    | Mikheil Saakashvili    | Georgien               | Für die Stärkung der Demokratie, der Rechtsstaatlichkeit und der Entwicklung der Zivilgesellschaft in Georgien. | [ 16 ]        |
| 2013 | Vaira Vīķe-Freiberga   | Vaira Vīķe-Freiberga   | Lettland               | Für die Förderung demokratischer Werte in der ganzen Welt, den Kampf für die Gleichberechtigung der Frauen sowie die Bemühungen um soziale Gerechtigkeit. | [ 17 ]        |
| 2012 | Richard Lugar          | Richard Lugar          | USA                    | Für sein Handeln und seine Unterstützung des polnischen Beitrittsprozesses zu den NATO-Strukturen. | [ 18 ]        |
| 2011 | Bernard Kouchner       | Bernard Kouchner       | Frankreich             | Für seinen Beitrag zur Förderung des humanitärer Werte durch die Organisation „Ärzte ohne Grenzen“ und seinen Beitrag zur Förderung von Freiheit, Gerechtigkeit und Demokratie weltweit.                                                                                                  | [ 19 ]        |
| 2010 | Javier Solana          | Javier Solana          | Spanien                | Für sein Engagement für eine friedliche Lösung des politischen Konflikts im Zusammenhang mit der Präsidentschaftswahlen in der Ukraine 2004. | [ 20 ]        |
| 2009 | Valdas Adamkus         | Valdas Adamkus         | Litauen                | Für seinen Beitrag zur Durchführung von Neuwahlen in der Ukraine sowie für seine Beteiligung an der Orangene Revolution. | [ 21 ]        |
| 2009 | Aleksander Kwaśniewski | Aleksander Kwaśniewski | Polen                  | Für seine Verdienste um eine friedliche Beendigung der Orangene Revolution. | [ 22 ] [ 23 ] |
| 2008 | Lech Wałęsa            | Lech Wałęsa            | Polen                  | Für seinen Beitrag zum demokratischen Wandel in Polen. | [ 24 ]        |
| 2007 | Alaksandar Milinkievič | Alaksandar Milinkievič | Belarus                | Für seine Arbeit und sein Engagement für demokratische Wahlen in Belarus sowie für seinen Beitrag zur weltweiten Förderung von Freiheit, Gerechtigkeit und Demokratie. | [ 25 ]        |
| 2006 | Władysław Bartoszewski | Władysław Bartoszewski | Poland                 | Für sein Engagement in der Opposition, insbesondere in der „Solidarność“-Bewegung, sowie für seinen Beitrag zur Verbesserung der Polnisch-Deutsche Beziehungen. | [ 26 ]        |
| 2005 | Norman Davies          | Norman Davies          | Vereinigtes Königreich | Für sein Engagement zur Förderung Polen durch seine weltweit bekannten und anerkannten Bücher. | [ 27 ]        |